# Bo Belinsky
Pour les articles homonymes, voir Belinsky.
Robert « Bo » Belinsky (7 décembre 1936 - 23 novembre 2001) est un ancien lanceur américain de baseball. Devenu très populaire dès sa saison recrue dans les Ligues majeures avec les Angels de Los Angeles, en 1962, il connut une carrière de huit saisons davantage marquée par ses frasques hors du terrain que par ses succès au monticule.
Son plus haut fait d'armes fut d'avoir lancé un match sans point ni coup sûr à son quatrième départ seulement dans les majeures.

## Biographie

### Débuts
Né le 7 décembre 1936 dans la ville de New York, aux États-Unis, d'un père américain catholique d'origine polonaise et d'une mère juive américaine, le jeune Belinsky fut élevé principalement à Trenton, dans le New Jersey.
Il obtient son premier contrat au baseball avec l'organisation des Pirates de Pittsburgh mais ceux-ci le cèdent aux Orioles de Baltimore avant la saison 1957. Il joue dans les ligues mineures dans l'organisation des Orioles. Ce seront cependant les Angels de Los Angeles qui lui donneront sa première chance de jouer dans les grandes ligues, lorsque cette nouvelle franchise de la Ligue américaine le repêche le 27 novembre 1961.

### Carrière
Bo Belinsky fait des débuts remarqués avec les Angels, qui amorcent la deuxième saison de leur histoire en 1962. Il effectue son premier départ le 18 avril, et remporte quatre victoires d'affilée. Le gaucher devint le premier lanceur de l'histoire de la jeune concession du baseball majeur à remporter ses 4 premiers décisions en carrière, et ce record tint jusqu'en 2006, alors que Jered Weaver établit une nouvelle marque de franchise et égala le record de la Ligue américaine en remportant ses 9 premières décisions chez les Angels.
La quatrième victoire de Bo Belinsky fut la plus impressionnante, alors qu'il réussit l'exploit d'un match sans point ni coup sûr dans un gain de 2-0 sur les Orioles de Baltimore, le 5 mai 1962. Il s'agissait du premier no-hitter de l'histoire des Angels de Los Angeles et du premier exploit du genre réussi au Dodger Stadium (aussi appelé Chávez Ravine Stadium à cette époque), un stade que les Angels partageaient alors avec les Dodgers de Los Angeles.
Le jeune lanceur de 25 ans devint instantanément populaire auprès des partisans des Angels. Il poursuivit sur sa lancée en améliorant sa fiche victoires-défaites à 5-0, puis à 7-1. Mais sa saison prit lentement une autre tournure, alors qu'il encaissa six revers d'affilée pour voir son dossier passer à 7-7, avant de conclure sa première saison avec 10 gains et 11 revers, et une moyenne de points mérités de 3,56. Il fut également le lanceur de l'Américaine qui accorda le plus grand nombre de buts-sur-balles, soit 122.
La carrière de Bo Belinsky dans les ligues majeures se déroula sur neuf années, au cours desquelles il disputa huit saisons complètes. Il évolua deux saisons à Philadelphie avec les Phillies, où les Angels l'échangèrent à l'issue de la campagne 1964, soit quelques semaines après un incident survenu dans un hôtel, en retour du lanceur Rudy May et du joueur de premier but Costen Shockley. 
Belinsky s'aligna également pour une saison avec chacune des organisations suivantes : les Astros de Houston (1967), les Pirates de Pittsburgh (1969) et les Reds de Cincinnati (1970), avant de mettre un terme à sa carrière professionnelle.
La fiche de Belinsky dans les majeures fut de 28 victoires seulement, contre 51 défaites, en 146 parties, dont 102 départs, et 665 manches et un tiers lancées. Il a retiré un total de 476 frappeurs sur des prises et alloué 333 buts-sur-balles. Sa moyenne de points mérités en carrière s'élève à 4,10.
En plus d'avoir lancé le premier match sans point ni coup sûr de l'histoire des Angels, Belinsky fut aussi victime du premier match sans coup sûr contre cette équipe. Il fut le lanceur perdant lorsque Earl Wilson réussit cet exploit pour les Red Sox de Boston dans une victoire de 2-0 sur les Angels à Fenway Park le 26 juin 1962.

### Vie personnelle
Habitué des salles de billard et des bagarres de rue durant ses jeunes années, Robert Belinsky aurait gagné son surnom « Bo » en référence à Carl "Bobo" Olson, un boxeur champion des poids-moyen durant les années 1950.
Réputé comme un playboy, Bo Belinsky fréquenta plusieurs beautés en vue des années 1960 telles Ann-Margret, Connie Stevens, Juliet Prowse, Tina Louise et Mamie Van Doren. Il fut d'ailleurs fiancé avec cette dernière pendant un an. Le lanceur fut marié à la playmate Jo Collins, une union qui se termina par un divorce. En secondes noces, il épousa Janie Weyerhaeuser, avec qui il eut des filles jumelles. Le couple divorça également.
La vie sociale bien remplie de Belinsky ainsi que ses habitudes de noceur sont d'ailleurs pointées du doigt comme autant de raisons expliquant la carrière relativement courte, peu fructueuse, d'un joueur à qui l'on concédait un très grand talent.
La fin de son séjour avec les Angels fut précipité par un incident survenu en août 1964, alors qu'il fut impliqué dans une bagarre dans un hôtel avec Braven Dyer, journaliste sportif de longue date au Los Angeles Times. Belisnky fut suspendu par son équipe, et échangé à Philadelphie quelques semaines plus tard, à la fin de la saison.
Après sa carrière de joueur, Bo Belinsky suivit éventuellement à Hawaii une thérapie pour vaincre l'alcoolisme et devint sobre. Il devint born again et joignit les rangs de l'église pentecôtiste en 1989. Il travailla comme représentant pour une compagnie automobile à Las Vegas, au Nevada. Converti, il s'impliqua dans diverses œuvres charitables dans les dernières années de sa vie, auprès d'associations contre la dystrophie musculaire et le diabète juvénile, notamment. Belinsky a succombé à un cancer de la vessie en 2001, à l'âge de 64 ans.
En 2008, soit près de sept ans après le décès de l'ex-athlète professionnel, la chanteuse Nanette Workman affirma dans sa biographie avoir été violée par Bo Belinsky dans une chambre d'hôtel de New York le 8 février 1965,.